# Israels flag
Israels flag består af en davidsstjerne og to horisontale blå striber på hvid bund. Blåfarven i flaget varierer fra marineblå til lyseblå, pga. uklar flaglovgivning. Flaget skal symbolisere en davidstjerne på et jødisk bedesjal (tallit).
Israels koffardiflag og orlogsflag er forskellige fra nationalflaget. Begge har helt blå flagdug, men handelsflaget har davidsstjernen i en hvid ellipse nærmest stangen, hvor orlogsflaget har stjernen sat i en hvid trekant placeret ved stangsiden.
- Wikimedia Commons har flere filer relateret til Israels flag

| Flag | Spire Denne artikel om flag eller vexillologi er en spire som bør udbygges. Du er velkommen til at hjælpe Wikipedia ved at udvide den. |